# 康瓦爾餡餅

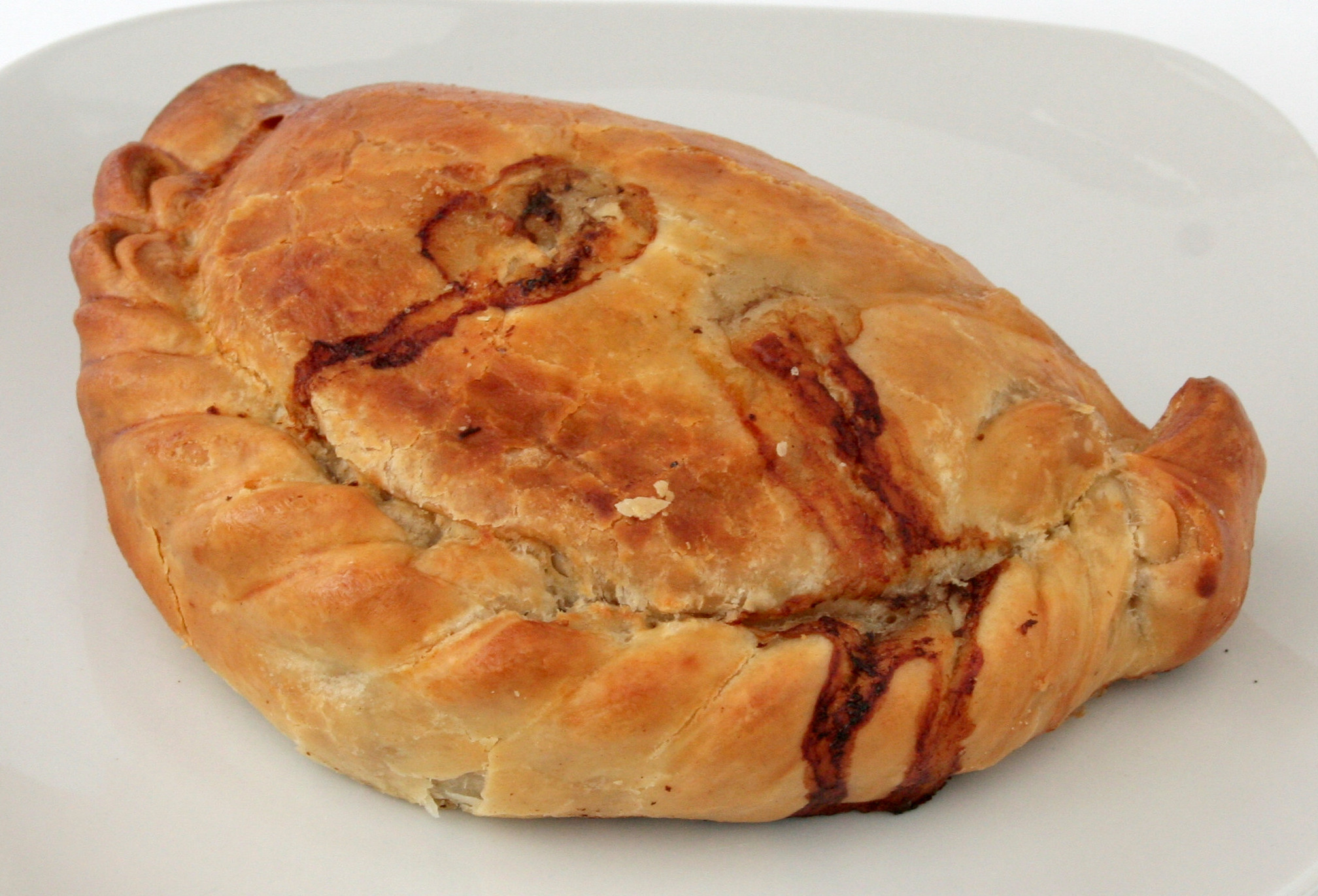
康沃爾餡餅

康瓦爾餡餅是與英國康沃爾有關的傳統烤製肉餡餅。圓形酥皮上包入生肉和蔬菜做的餡料，對折起來做成半圓形餃子狀，餅皮邊緣打摺封好後烘烤。
傳統的康沃爾肉餡餅餡料有：牛肉、馬鈴薯絲或馬鈴薯塊、蕪菁甘藍（也叫黃蕪菁或「rutabaga」，在康沃爾地區稱作蕪菁）和洋蔥，以鹽和胡椒調味後烤製。至今，已經成為以康沃爾命名的一道名菜，也是公認的國民食物。餡餅有各種餡料，一些店鋪也以販賣多種口味的餡餅聞名。
儘管有很多古文件和小說都有相關紀錄，但起源仍然不明。到各地採礦的康沃爾的礦工們，讓這道菜成為全球知名的菜餚，而在澳洲、美國、阿根廷、墨西哥、北愛爾蘭等，各地都有變化版的康沃爾肉餡餅。

## 原料
- 牛肉
- 马铃薯
- 洋葱
- 芜菁
- 胡萝卜

## 歷史
雖然現在這道菜名字跟康沃爾關係密切，但其確切起源仍然不明。英語中的「pasty」這個字是由中世紀法文演變而來（paste，出自拉丁文pasta），意指以鹿肉、鮭魚或其他肉類、蔬菜或乾酪填料的的派，不用容器盛裝烘烤。肉餡餅一直以來都沒有在食譜書上缺席。例如：《Le Viandier》（古法文）最早的版本可追溯到1300年左右，記載了多種肉餡餅食譜。1393年的《Le Menagier de Paris》紀載著鹿肉、小牛肉、牛或羊肉為材料的餡餅（pasté）食譜。
其他關於肉餡餅的紀錄還有：13世紀由亨利三世（1207–1272）頒布一項規定，大雅茅斯鎮每年必須繳交「100條鯡魚烤成的24個肉餡餅」給諾里奇的地方官員，地方官員送給東卡爾頓大宅主人後再轉交給國王。13世紀的編年史家馬修·帕里斯，記錄了聖奧爾本斯修道院的僧侶有「以鮮肉餡餅為食的習俗」。1465年，約克大主教暨大法官（archbishop of York and chancellor of England）喬治·奈維爾（George Neville）的就職宴會上，供應了5,500個鹿肉餡餅。皇室成員也吃過這種餡餅，一封麵包師寫給亨利八世第三任妻子珍·西摩（1508–1537）的信寫著：「⋯⋯希望這餡餅送達時狀態比上次的還好⋯⋯」。17世紀中葉，塞繆爾·皮普斯在日記裡多次出現肉餡餅的相關紀錄，例如：「在威廉·潘爵士家用餐⋯⋯一份鹿肉餡餅聞起來臭得要命。」但在這段時期之後，肉餡餅這個詞在康沃爾就漸漸少用了。
這種餡餅早期這是有錢人的食物，在17、18世紀之間，其在康沃爾的勞動階級受到歡迎，康沃爾人和錫礦工們把這種造型特殊、攜帶方便、不用餐具就可以食用的肉餡餅當作正餐。密封的餡餅皮在礦坑裡有好幾個小時的保溫效果，要是冷掉了，也可以簡單地用加熱鏟或蠟燭加熱。
根據餡餅邊緣的捲曲形狀，有一種推測是這些礦工食用餡餅時，會用手抓住較厚的打折邊緣，最後把手碰到的部分丟掉，這樣就不會讓手指的髒汙（很可能有砷殘留）碰到食物或吃進嘴裡。不過在很多老照片裡，餡餅用都紙袋或布袋包著，可以從頭到尾吃完；1929年出版的康沃爾食譜書裡，稱這是享用餡餅「最道地的康沃爾吃法」。另一種推測則是，餡餅的一端會做個縮寫記號，然後從另一端開始吃，這樣就算吃到一半還是可以認出餡餅屬於誰的。
2006年德文郡（Devon）的學者在1510年的帳本裡，發現一張餡餅材料的清單，帳本紀載著製作鹿肉餡餅的花費。此一發現取代了當時最早的紀錄，一份1746年的食譜，該文件藏於特魯羅的康沃爾檔案局（Cornwall Records Office）。由於肉餡餅在當時是公認的豪華餐點，這份來自埃奇庫姆山宅邸（Mount Edgcumbe estate）的食譜使用鹿肉作肉餡。德文郡普利茅斯這份記載餡餅價格的1509年文件的出現，反而引起了鄰近兩郡（德文與康沃爾）的發源地之爭。但餡餅（pasty）一詞，如上所述，在英國各地都有更早的文獻紀錄。

## 食譜與材料
康沃爾肉餡餅已經被納入法定地理區域產品保護制度（protected geographical indication，PGI）食譜應該含有：牛肉丁或牛絞肉、洋蔥、馬鈴薯和以胡椒稍微調味的蕪菁甘藍塊。牛肉部位通常用側腹橫肌牛排。康沃爾地區有時會把蕪菁甘藍稱作蕪菁，但這個食譜不應使用普通蕪菁。通常用鹽及胡椒調味，可依個人口味調整。雖然胡蘿蔔在一般食譜很常見，但在傳統康沃爾肉餡餅裡不應使用這項材料。
雖然現代餡餅常用酥皮當餅皮，但其實沒有特定餅皮種類的規定，只要顏色金黃、在加熱或冷卻時不會裂開即可。有個判斷餡餅皮優劣的打趣說法：品質好的肉餡餅可以承受掉下礦井的衝擊而不破掉；通常餅皮都是用大麥麵粉製成，的確會比較紮實。

### 變化
儘管受官方保護的康沃爾肉餡餅有特定材料，康沃爾古食譜裡卻告訴讀者各種能取得的食物都可以當餡料 。雖然餡餅最早的紀錄是鹿肉餡，而不是牛肉餡。但餡餅這個詞，一直都是指稱餅皮包裹各種餡料的食物，餡料口味可以有很多變化，包括：斯蒂爾頓芝士、素食，甚至做成印度串燒雞肉口味。蘋果豬肉餡餅在康沃爾與德文郡的商店都能買到，餡餅裡會包滿蘋果調味醬汁，而甜口味的蘋果加無花果或香蕉巧克力餡餅，在康沃爾某些地區也很常見 。
19世紀安格爾西島的的銅礦礦工會吃一種半甜鹹的餡餅（類似Bedfordshire clanger）。經專家研究後，發現該食譜據說是從康沃爾的礦工們到安格爾西找工作時傳過去的。目前康沃爾市面上沒有販售這種二合一餡餅，只有業餘廚師在做 。英國連鎖超市Morrisons販售這種餡餅，品名是錫礦工餡餅。其他傳統餡料包括：豬肉、培根、雞蛋、兔肉、雞肉、鯖魚；甜餡料有：棗子、蘋果、果醬和甜的米飯等等，這也是因此產生常被提起的老笑話「魔鬼唯恐自己會被做成餡餅，不敢踏入康沃爾一步」。
如果餡料裡的牛肉用馬鈴薯替代，這種餡餅就稱作「tiddy oggy」；「tiddy」指馬鈴薯，而「oggy」則是餡餅的意思，肉價高昂的時候就會吃這種餡餅。還有一種不含肉的「香草餡餅（herby pie）」，有香芹、現採的各種綠色香草加上蝦夷蔥、野韭或韭蔥，搭配一大匙凝脂奶油。

### 形狀
依據規定，康沃爾餡餅應做成英文字母「D」的形狀，封口側緣打摺，康沃爾當地的打摺方式不只一種，有些人喜歡在側邊打摺，有些人則認為在頂部打摺比較正統。一份文獻指出德文郡餡餅和康沃爾餡餅的差異：德文郡餡餅是橢圓形頂部打摺，而康沃爾餡餅是半圓形、沿著弧形側邊打摺。頂部打摺的餡餅樣式在康沃爾已經有悠久的歷史，但是喜歡在頂部打摺的烘焙師們，現在不能再將做出來的餡餅冠上「康沃爾」的名號了。

## 圖集

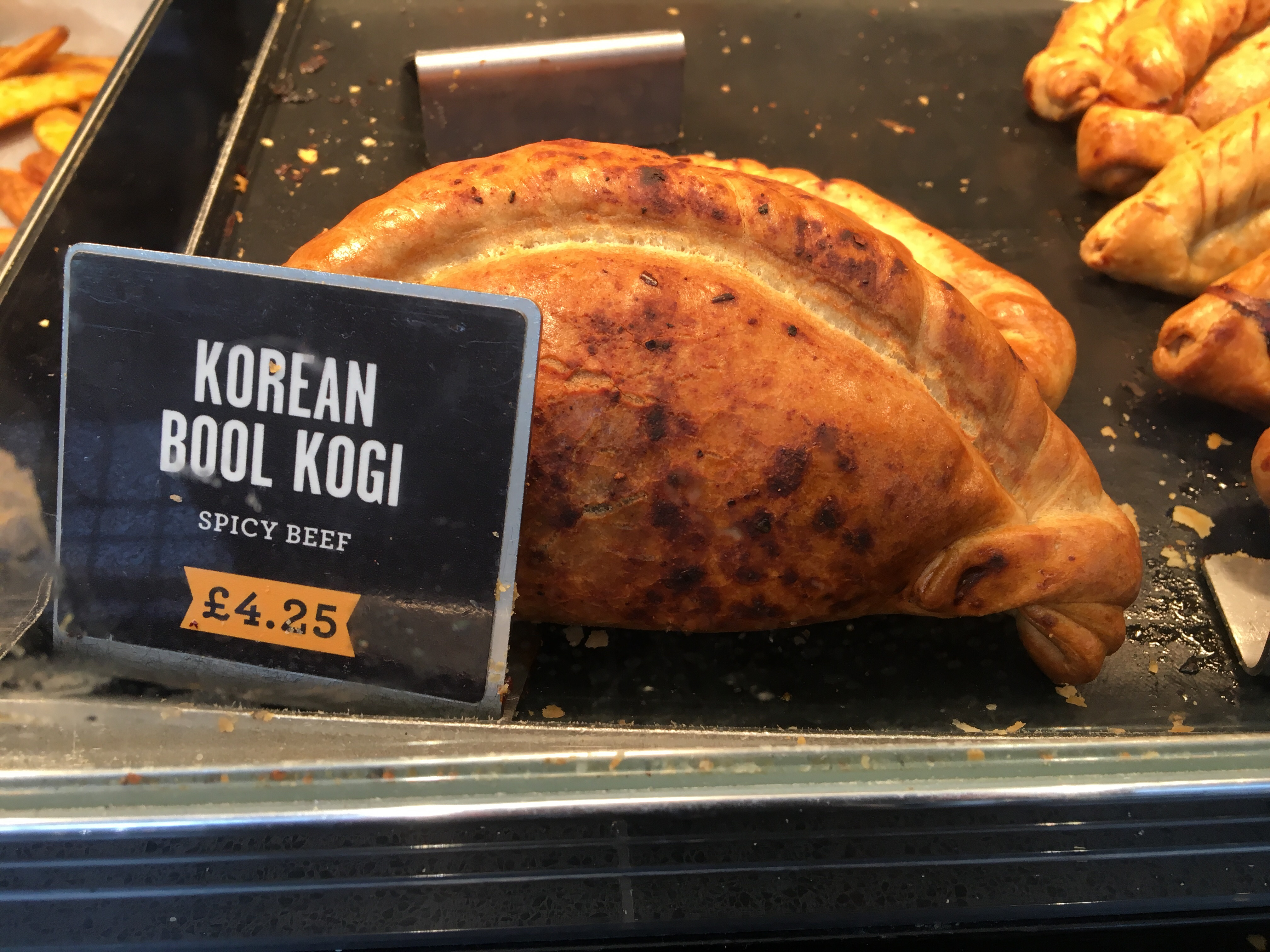
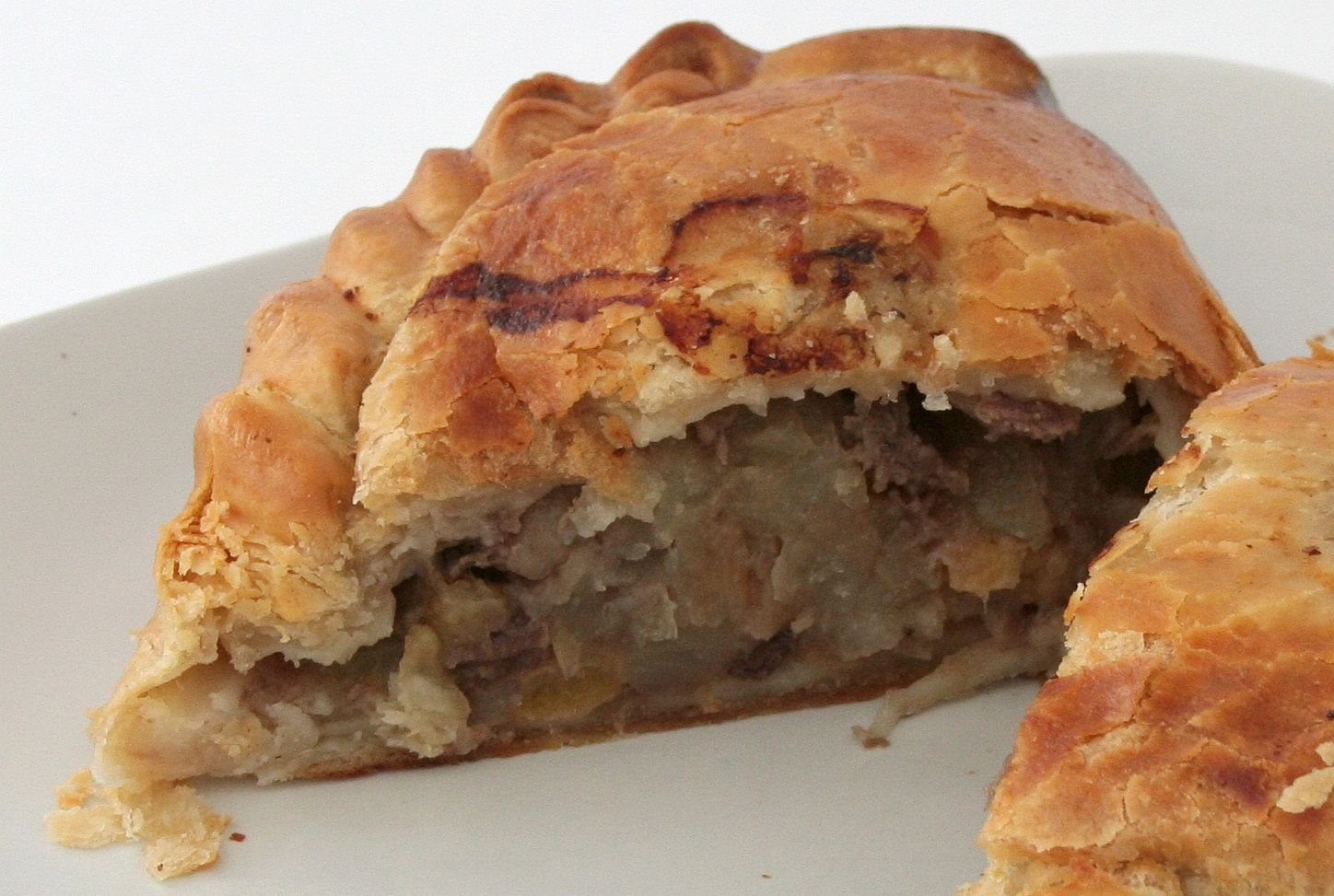
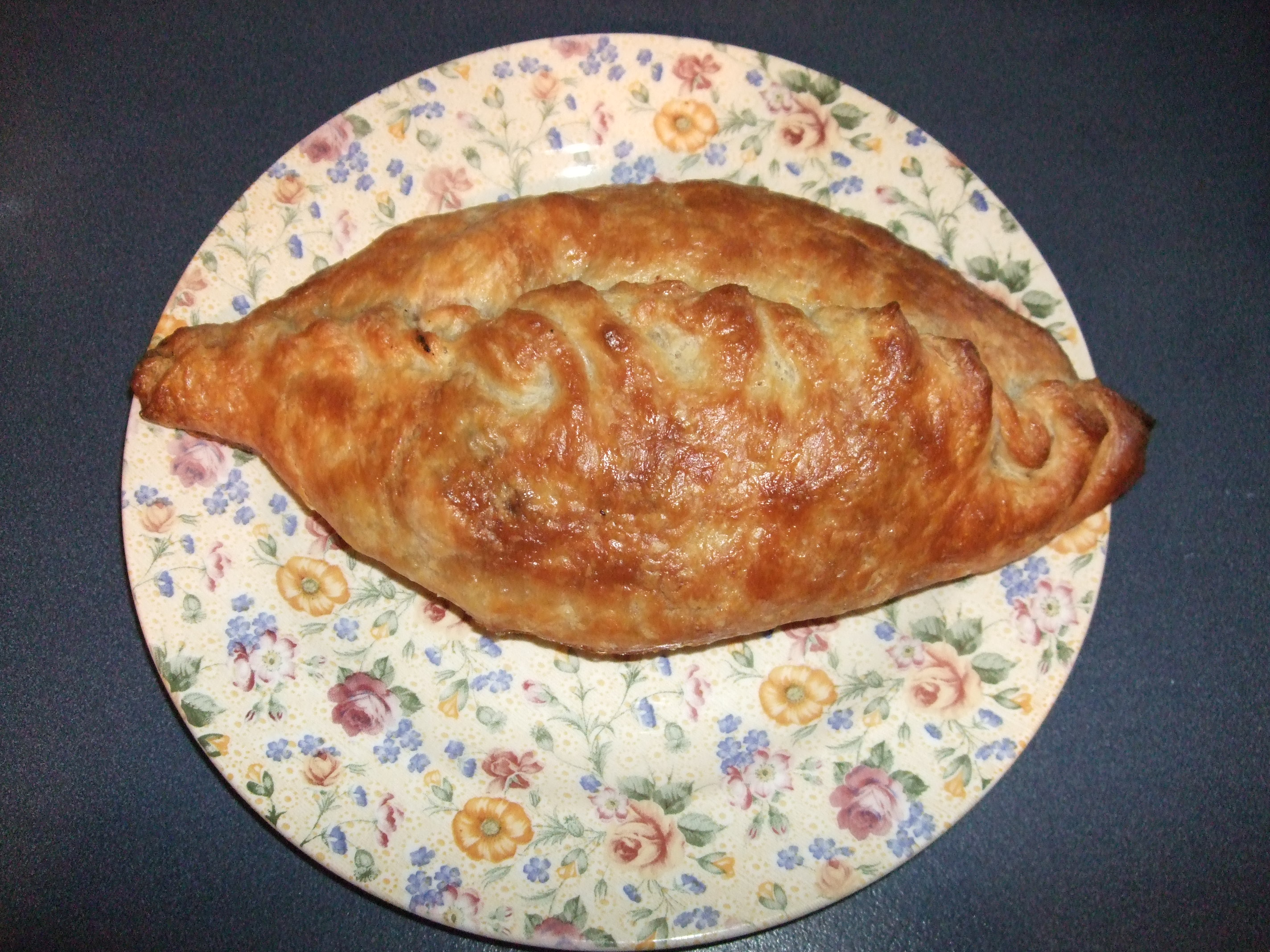

## 其他地点
- 澳大利亚
- 墨西哥
- 美国
  - 密歇根州
  - 宾夕法尼亚州
  - 加利福尼亚州